# Robert Anthony Daniels
Pour les articles homonymes, voir Daniels.
Robert Anthony Daniels (né le 18 juin 1957 à Windsor en Ontario) est un prélat canadien de l'Église catholique. Depuis 2011, il est l'évêque du diocèse de Grand Falls à Terre-Neuve. Il fut évêque auxiliaire du diocèse de London de 2004 à 2011.

## Biographie
Robert Anthony Daniels est né le 18 juin 1957 à Windsor en Ontario. Il étudia au séminaire Saint-Pierre de London (en) en Ontario où il reçut une maîtrise en divinité de l'université de Western Ontario. Il fut ordonné prêtre le 7 mai 1983 pour le diocèse de London. Il servit en tant que pasteur pour la paroisse de Saint-Columban en Ontario.
Le 21 septembre 2004, il fut nommé évêque auxiliaire de ce diocèse et reçut le titre d'évêque titulaire de diocèse de Scebatiana (de) par le pape Jean-Paul II. Il fut consacré évêque le 9 novembre de la même année par l'évêque Ronald Peter Fabbro en la cathédrale Saint-Pierre de London. Le 1er mars 2011, il fut nommé évêque du diocèse de Grand Falls à Terre-Neuve.